# Maria Bruna
Maria Bruna Estrach (Barcelona, 1984) é uma matemática espanhola, cujos interesses incluem modelamento estocástico de fenômenos multiescala com aplicações em biologia matemática e indústria. É afiliada com a Universidade de Cambridge, onde é University Lecturer e Royal Society University Research Fellow no Departamento de Matemática Aplicada e Física Teórica, e fellow do Churchill College.

## Formação e carreira
Maria Bruna nasceu em 1984 em Barcelona e cresceu em Sant Cugat del Vallès, município que faz divisa com Barcelona, onde foi jogadora de hóquei em campo do Júnior Futbol Club. Estudou matemática e engenharia industrial na Universidade Politécnica da Catalunha, onde obteve o diploma em 2008. Após passar um ano na Universidade de Oxford em um programa de mestrado em oftalmologia matemática, foi convidada para permanecer em Oxford para estudos de doutorado, obtendo um DPhil em matemática aplicada em 2012.
Após completar o doutorado fez pesquisas de pós-doutorado em ciência da computação na Universidade de Oxford, foi Olga Taussky Pauli Fellow e Senior Postdoctoral Researcher no Johann Radon Institute for Computational and Applied Mathematics na Áustria, e Junior Research Fellow in Mathematics no St John's College, Oxford, antes de ir para Cambridge em 2019.

## Reconhecimentos
Em 2016 Bruna recebeu um L’Oréal-UNESCO Women in Science Fellowship, o primeiro concedido em matemática. Recebeu em 2016 um Aviva Women of the Future Awards.
Em 2020 a London Mathematical Society concedeu-lhe um Prêmio Whitehead "in recognition of her outstanding research in asymptotic homogenisation, most prominently in the systematic development of continuum models of interacting particles systems".